# József-Csaba Pál

Wappen von József Csaba Pál

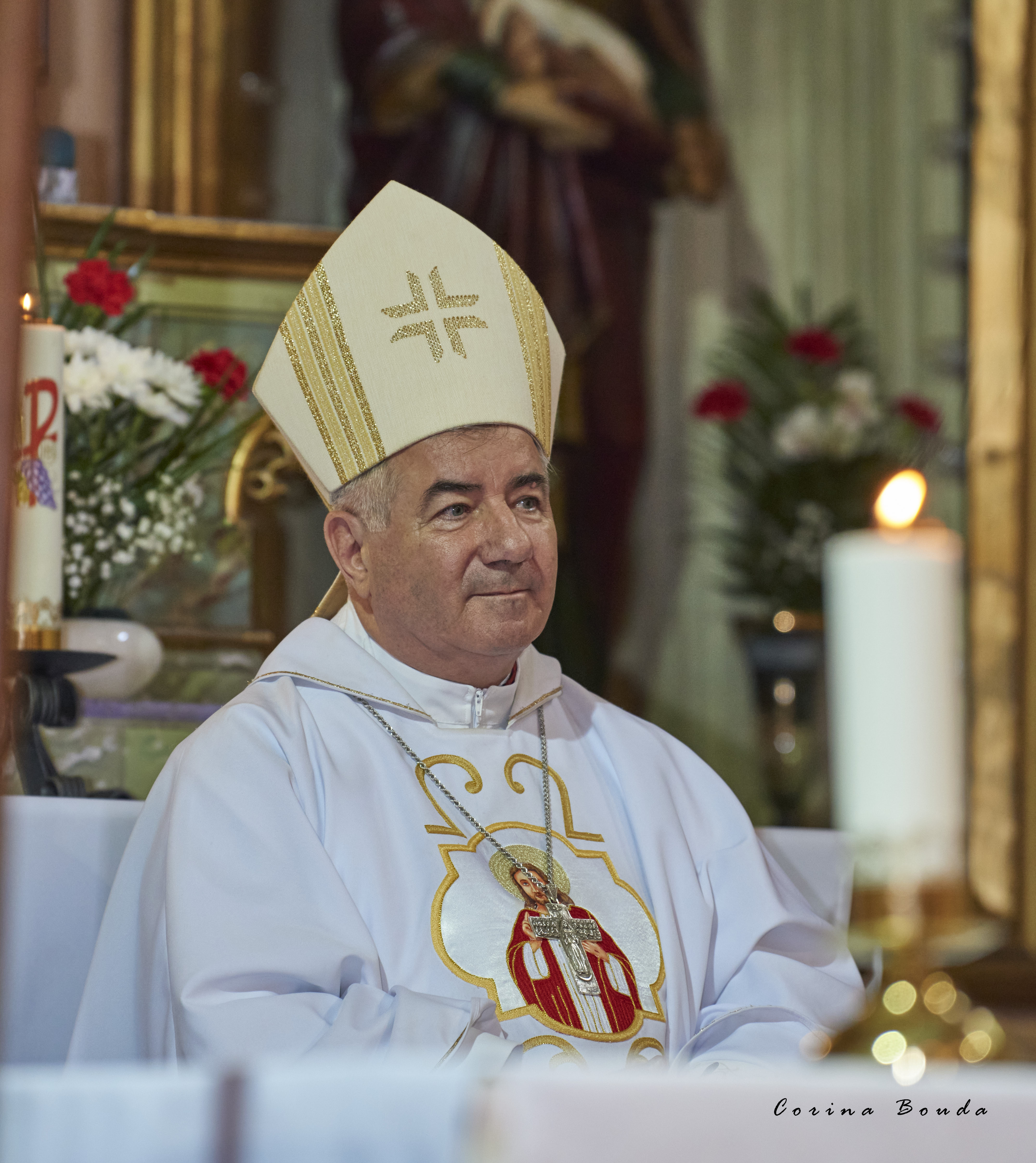
Bischof József Csaba Pál

József-Csaba Pál (* 5. Dezember 1955 in Frumoasa, Rumänien) ist ein rumänischer Geistlicher und römisch-katholischer Bischof von Timișoara.

## Leben
József-Csaba Pál wurde am 3. Dezember 1955 in Frumoasa im Szeklerland geboren, sein Heimatort ist aber das benachbarte Dorf Șoimeni-Ciuc. Die Mittelschule absolvierte er in Karlsburg, wo er auch die Theologische Hochschule und das Priesterseminar besuchte. Nach Abschluss des Studiums wurde er am 21. Juni 1981 durch Bischof Antal Jakab zum Priester geweiht. Daraufhin war er vier Jahre Kaplan an der Pfarrei Johannes der Täufer in Neumarkt in Siebenbürgen.
Seit 1985 dient er in der Diözese Temeswar. Der damalige Ordinarius Sebastian Kräuter ernannte Pál zum Pfarrer von Bacova, Busiasch und Nitzkydorf. 1987 berief er ihn zum Seelsorger in der Pfarrei Maria Schnee in Reschitza. Diese Pfarrei betreute er drei Jahrzehnte lang. Pfarrer József-Csaba Pál wurde später Dechant und Erzdechant des Banater Berglandes wie auch zum Ehrendomherrn ernannt.
Pál gibt seit 1994 die Monatszeitschrift „Vita Catholica Banatus“ heraus und zeichnet für deren Redaktion verantwortlich. In Anbetracht seiner Verdienste um das geistliche Leben und die Ökumene verlieh ihm der Kreisrat Caraș-Severin im Jahr 2010 den Titel eines Ehrenbürgers.
Am 16. Mai 2018 ernannte ihn Papst Franziskus zum Bischof von Timișoara. Die Bischofsweihe spendete ihm sein Amtsvorgänger Martin Roos am 6. August desselben Jahres, am Fest des Verklärung des Herrn, in der Kathedrale zum Hl. Georg zu Temeswar. Mitkonsekratoren waren der Erzbischof von Bukarest, Ioan Robu, und der Erzbischof von Alba Iulia, György Jakubinyi.